# Hangterjedelem

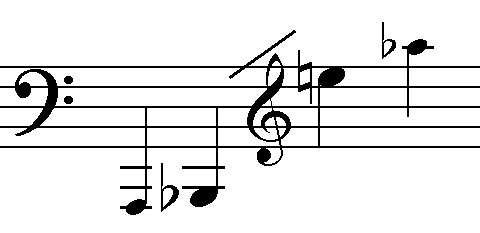
A fagott hangterjedelme

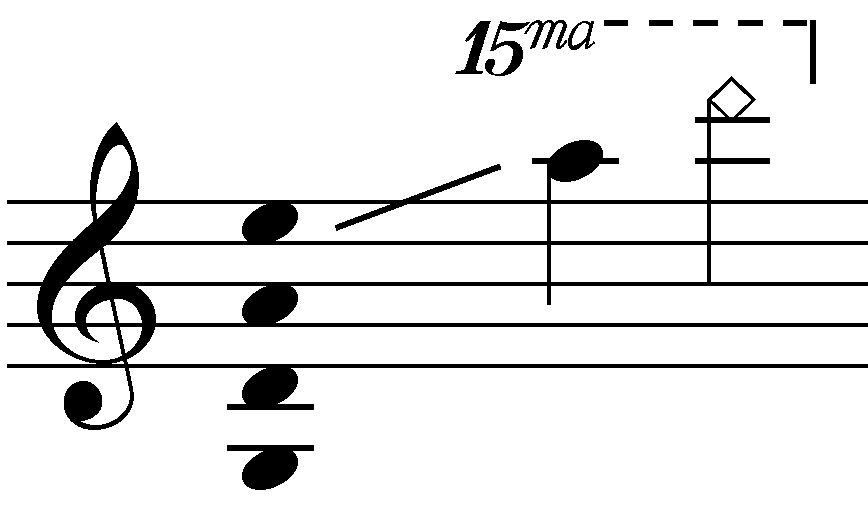
A hegedű hangterjedelme

A hangterjedelem vagy ambitus azt az intervallumot jelöli, amiben egy hangszer vagy énekhang működni képes. A zenedaraboknál a legmélyebb hang és a legmagasabb közti intervallumot értjük.
A ritmushangszerek nem rendelkeznek ilyennel, mert nincs meghatározható hangmagasságuk. A másik véglet az orgona, amin szinte minden hang megtalálható.

## Jelölése
Fúvós hangszerek esetén a nagy hangjegyek jelölik a tényleges ambitust, a kicsik pedig a virtuózok által elérhetőeket.
A húros hangszereknél először a húrok hangjait látjuk, majd az alapesetben elérhető legmagasabb hangot, a szögletes fejűben pedig a legmagasabb üveghangot.

## Hangterjedelem a népdalokban
Népdalokban a hangterjedelmet a záróhanghoz viszonyítjuk. A záróhang az 1, a nála magasabb hangokat arab, az alacsonyabbakat római számok jelzik; az utóbbi esetben a záróhang alsó oktávjához képest. A távolságokat a mixolíd skála szerint mérik, ezért a kis szeptim 7-es számjelzése elé nem kell a ♭, mert a mixolídben kis szeptim van, a nagy szeptimet jelző 7 elé viszont kell a ♯ (lásd a jobb oldali táblázatot).
Pl. a Szánt a babám kottabeli záróhangja F, legalacsonyabb hangja az egyvonalas C, legmagasabb a kétvonalas C, így a teljes dal, és szokatlan módon minden sor ambitusa is V—5. A Madárka, madárka soronkénti ambitusa 1–4 5–8 4–7 1–4, így a teljes dalé 1–8.
A népdal  plagális, ha a legmélyebb hangja V vagy alacsonyabb (a záróhanghoz képest). Ilyen pl. az előbb említett a Szánt a babám. A dal  autentikus, ha a legményebb hangja nem éri el az V-öt. A dallam kevert hangterjedelmű (tonus mixtus), ha mindkét típust magában foglalja (V–8).
A magyar népdalok legnagyobb része autentikus, sőt, általában a záróhang a legmélyebb (vagyis az ambitus első értéke 1).